# Brad Potts
Bradley Michael « Brad » Potts  est un footballeur anglais, né le 7 mars 1994 à Hexham, en Angleterre. Il évolue au Preston North End au poste de milieu de terrain.

## Biographie
Le 11 août 2012, il fait ses débuts avec l'équipe de Carlisle United, lors d'un match de la Coupe de la Ligue anglaise contre le club d'Accrington Stanley. Il dispute avec Carlisle un total de 118 matchs toutes compétitions confondues, inscrivant 10 buts.
Le 12 juin 2015, il rejoint l'équipe de Blackpool en League One (D3 anglaise). Avec Blackpool, il marque six buts en League One la première saison, puis 10 buts en League Two (D4) la deuxième saison.
Le 3 août 2017, il rejoint Barnsley, équipe évoluant en deuxième division anglaise.
Le 3 janvier 2019, il rejoint Preston North End.

## Palmarès

### En club
- Barnsley 
  - Vice-champion de League One (D3) en 2019